# Tetragnatha polychromata
Tetragnatha polychromata este o specie de păianjeni din genul Tetragnatha, familia Tetragnathidae, descrisă de John Wynn Gillespie în anul 1992. Conform Catalogue of Life specia Tetragnatha polychromata nu are subspecii cunoscute.